# Armavir, Armenia
Armavir là một đô thị thuộc tỉnh Armavir, Armenia. Dân số ước tính năm 2011 là 33888 người.

## Khí hậu
Armavir có khí hậu bán khô hạn lạnh (phân loại khí hậu Köppen BSk). Lượng mưa trung bình hàng năm là 305 mm.
| Dữ liệu khí hậu của Armavir             | Dữ liệu khí hậu của Armavir | Dữ liệu khí hậu của Armavir | Dữ liệu khí hậu của Armavir | Dữ liệu khí hậu của Armavir | Dữ liệu khí hậu của Armavir | Dữ liệu khí hậu của Armavir | Dữ liệu khí hậu của Armavir | Dữ liệu khí hậu của Armavir | Dữ liệu khí hậu của Armavir | Dữ liệu khí hậu của Armavir | Dữ liệu khí hậu của Armavir | Dữ liệu khí hậu của Armavir | Dữ liệu khí hậu của Armavir |
| Tháng                                   | 1                           | 2                           | 3                           | 4                           | 5                           | 6                           | 7                           | 8                           | 9                           | 10                          | 11                          | 12                          | Năm                         |
| --------------------------------------- | --------------------------- | --------------------------- | --------------------------- | --------------------------- | --------------------------- | --------------------------- | --------------------------- | --------------------------- | --------------------------- | --------------------------- | --------------------------- | --------------------------- | --------------------------- |
| Trung bình ngày tối đa °C (°F)          | 1.5 (34.7)                  | 4.2 (39.6)                  | 11.3 (52.3)                 | 19.0 (66.2)                 | 24.0 (75.2)                 | 28.4 (83.1)                 | 32.6 (90.7)                 | 32.1 (89.8)                 | 28.2 (82.8)                 | 20.3 (68.5)                 | 12.3 (54.1)                 | 4.8 (40.6)                  | 18.2 (64.8)                 |
| Trung bình ngày °C (°F)                 | −3.2 (26.2)                 | −0.8 (30.6)                 | 5.6 (42.1)                  | 12.5 (54.5)                 | 17.1 (62.8)                 | 21.0 (69.8)                 | 25.0 (77.0)                 | 24.4 (75.9)                 | 20.1 (68.2)                 | 13.1 (55.6)                 | 6.6 (43.9)                  | 0.5 (32.9)                  | 11.8 (53.3)                 |
| Tối thiểu trung bình ngày °C (°F)       | −7.9 (17.8)                 | −5.6 (21.9)                 | −0.1 (31.8)                 | 6.0 (42.8)                  | 10.3 (50.5)                 | 13.7 (56.7)                 | 17.5 (63.5)                 | 16.8 (62.2)                 | 12.0 (53.6)                 | 5.9 (42.6)                  | 0.9 (33.6)                  | −3.8 (25.2)                 | 5.5 (41.9)                  |
| Lượng Giáng thủy trung bình mm (inches) | 19 (0.7)                    | 22 (0.9)                    | 24 (0.9)                    | 35 (1.4)                    | 52 (2.0)                    | 35 (1.4)                    | 17 (0.7)                    | 13 (0.5)                    | 15 (0.6)                    | 31 (1.2)                    | 24 (0.9)                    | 18 (0.7)                    | 305 (11.9)                  |
| Nguồn: Climate-Data.org                 |                             |                             |                             |                             |                             |                             |                             |                             |                             |                             |                             |                             |                             |